# Stanisław Grodzicki (zm. 1779)
Stanisław Grodzicki na Domaszewiczach herbu Łada (zm. w 1779 roku) – wiceinstygator koronny w 1738 roku, kasztelan oświęcimski w 1775 roku, kasztelan słoński w 1772 roku, cześnik buski.

## Życiorys
Był posłem krakowskim na sejm 1748 roku.
Podpisał elekcję Stanisława Augusta Poniatowskiego. Członek konfederacji Andrzeja Mokronowskiego w 1776 roku.
W 1773 roku został kawalerem Orderu Świętego Stanisława.